# Blennidus poeciloides
Blennidus poeciloides là một loài bọ chân chạy thuộc phân họ Pterostichinae. Loài này được Straneo mô tả năm 1953.